# Corée du Nord aux Jeux olympiques d'été de 2008
La Corée du Nord participe aux Jeux olympiques d'été de 2008 à Pékin (Chine).

## Liste des médaillés coréens

### Médailles d'or
| Sport                  | Discipline         | Sportifs     | Performance   |
| Médailles d'or : 2     |                    |              |               |
| Haltérophilie          | 63 kg (F)          | Pak Hyon-suk | 241 kg        |
| Gymnastique artistique | Saut de cheval (F) | Hong Un Jong | 15,650 points |

### Médailles d'argent
| Sport                  | Discipline         | Sportifs  | Performance |
| Médailles d'argent : 2 |                    |           |             |
| Judo                   | Moins de 52 kg (F) | An Kum-ae |             |
| Haltérophilie          | Moins de 58 kg (F) | O Jong-ae | 226         |

### Médailles de bronze
| Sport                   | Discipline         | Sportifs     | Performance |
| Médailles de bronze : 2 |                    |              |             |
| Judo                    | Moins de 66 kg (H) | Pak Chol-min |             |
| Judo                    | Moins de 63 kg (F) | Won Ok-im    |             |

## Athlètes engagés

### Athlétisme

#### Femmes
| Épreuve  | Athlète      | Séries   | Séries | Quarts de finale | Quarts de finale | Demi-finales | Demi-finales | Finale       | Finale |
| Épreuve  | Athlète      | Résultat | Rang   | Résultat         | Rang             | Résultat     | Rang         | Résultat     | Rang   |
| -------- | ------------ | -------- | ------ | ---------------- | ---------------- | ------------ | ------------ | ------------ | ------ |
| Marathon | Jo Bun-Hui   | NC       | NC     | NC               | NC               | NC           | NC           | 2h 37 min 04 | 48e    |
| Marathon | Jong Yong-ok | NC       | NC     | NC               | NC               | NC           | NC           | 2h 34 min 52 | 36e    |
| Marathon | Kim Kum-ok   | NC       | NC     | NC               | NC               | NC           | NC           | 2h 30 min 01 | 12e    |

### Boxe
| Athlète      | Catégorie            | 16e de finale       | 8e de finale        | Quart de finale     | Demi-finale         | Finale              |
| Athlète      | Catégorie            | Adversaire Résultat | Adversaire Résultat | Adversaire Résultat | Adversaire Résultat | Adversaire Résultat |
| ------------ | -------------------- | ------------------- | ------------------- | ------------------- | ------------------- | ------------------- |
| Kim Song-guk | Poids légers (-60Kg) | Sow Défaite 3-13    | -                   | -                   | -                   | -                   |

### Judo
| Hommes - 60 kg : - Kyong Jin Kim - 66 kg : - Chol Min Pak - 73 kg : - Chol Su Kim | Femmes - 48 kg : - Ok Song Pak - 52 kg : - Kum Ae An - 57 kg : - Sun Hui Kye - 63 kg : - Ok Im Won |

### Gymnastique artistique
Femmes
- Saut de cheval :
  - Un Jong Hong
- Qualifications :
  - Yong Hwa Cha

### Haltérophilie
| Hommes - 56 kg : - Kum Chol Cha - Kyong Sok Ri - 62 kg : - Yong Su Im - 69 kg : - Chol Jin Kim | Femmes - 58 kg : - Jong Ae O - 63 kg : - Hyon Suk Pak - 69 kg : - Yong Ok Hong |

### Tir
| Hommes - 50 m pistolet : - Myong Yon Ryu - Jong Su Kim, disqualifié pour un contrôle positif à un bêta-bloquant. - 100 m pistolet à air : - Tong Hyok Kwon - Jong Su Kim, disqualifié pour un contrôle positif à un bêta-bloquant. | Femmes - 10 m pistolet à air : - Yong Suk Jo - 25 m pistolet : - Yong Suk Jo - Trap : - Pak Yong-hui - Skeet : - Jong Ran Pak |